# سامسونگ گلکسی اس۴
سامسونگ گالکسی اس۴ (به انگلیسی: Samsung Galaxy S4) یک تلفن هوشمند اندرویدی که در ۱۴ مارس ۲۰۱۳ توسط شرکت سامسونگ در نیویورک، آمریکا معرفی شد. این مدل جانشین سامسونگ گالکسی اس۳ است.

## مشخصه‌ها

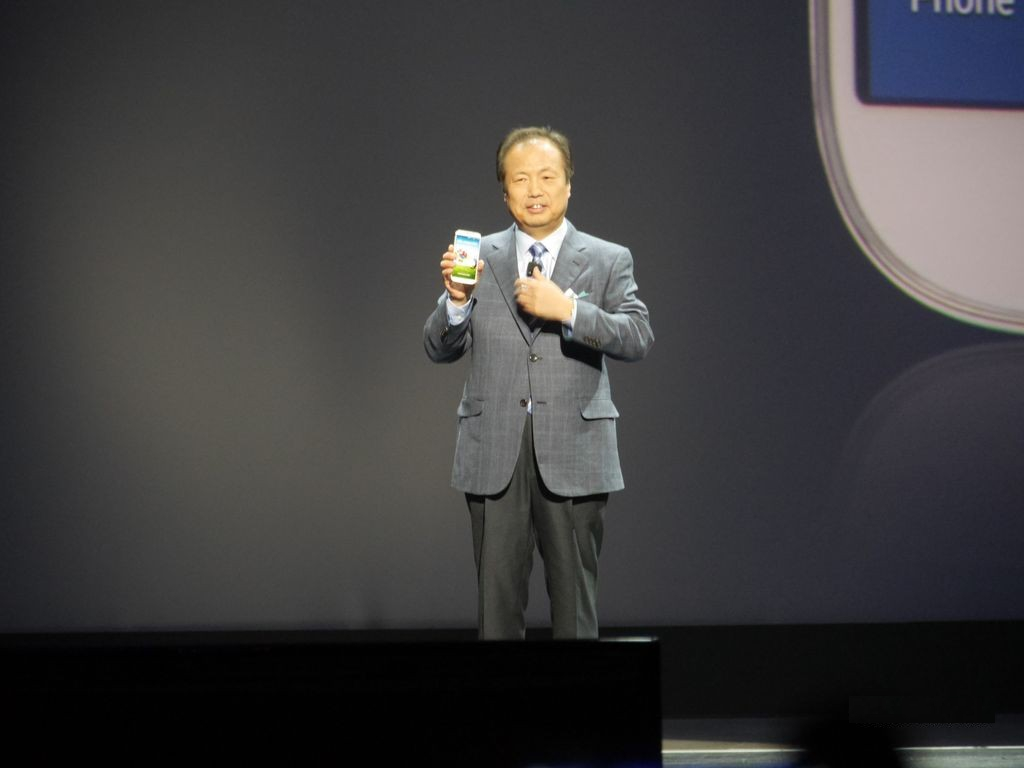
ارائه Samsung Galaxy S4 (14/03/2013)

این تلفن هوشمند از یک نمایشگر پنج اینچی لمسی خازنی فول-اچ‌دی (۱۰۸۰×۱۹۲۰ پیکسل) از نوع سوپر آمولد به همراه قابلیت لمس شناور و پوشش ضد خش گوریلا گلس نسل سوم بهره می‌برد. از دیگر مشخصه‌های سخت‌افزاری آن پردازنده هشت هسته‌ای اگزینوس ۵ با حداکثر سرعت ۱٬۶ گیگاهرتز به همراه پردازنده گرافیکی سه‌هسته‌ای پاور وی‌آر اس‌جی‌اکس۵۴۴ ساخت شرکت ایمجینیشن تکنولوجیز و ۲ گیگابایت حافظه موقت (RAM) به‌علاوه ۱۶ یا ۳۲ یا ۶۴ گیگابایت حافظه داخلی با پشتیبانی از کارت حافظه مایکرو اس‌دی تا ۶۴ گیگابایت است. این تلفن از نسل‌های سوم و چهارم ارتباطات پشتیبانی می‌کند.
مدل دیگری از s4 وجود دارد که ۴ هسته ای ۱٫۹ گیگاهرتز می‌باشد که نسبت به هشت هسته ای سریع تر و بهینه تر است و کمتر شاهد بالا رفتن دما و لک در گوشی بودیم
امکانات ارتباطی این دستگاه شامل یواس‌بی نسخه ۲، وای-فای دو-بانده، وای-فای دایرکت و وای-فای هات‌اسپات، بلوتوث نسخه ۴، درگاه مادون قرمز، ارتباط حوزه نزدیک (NFC)، درگاه HDMI و قابلیت یواس‌بی او تی جی می‌شود.

## صفحه‌نمایش فول‌اچ‌دی سوپر آمولد
گلکسی اس نسل چهارم از یک نمایشگر با تفکیک‌پذیری فول‌اچ‌دی (۱۰۸۰x۱۹۲۰ پیکسل) با تراکم پیکسل ۴۴۱ پیکسل در هر اینچ که این میزان حتی از تراکم پیکسل ۳۲۶ در آیفون ۵ اپل نیز بالاتر است. صفحه‌نمایش گلکسی اس۴ از نوع سوپر آمولد لمسی خازنی است، این نمایشگر دارای قابلیت‌های مالتی‌تاچ، لمس شناور و همچنین محافظ نسل سوم گوریلا گلس است. وب‌سایت دیسپلی‌میت پس از تست نمایشگر گلکسی اس۴ آن را یکی از بهترین نمایشگرهای معرفی‌شده تا تاریخ عرضه‌اش نامید.

## ویژگی‌های اختصاصی و تازه
- Smart Scroll: گلکسی اس۴ می‌تواند متوجه شود که چه موقع در حال نگاه کردن به آن هستید و سپس با کج کردن آن از حالت افقی به عمودی یا بلعکس، به صورت هوشمند از طریق تشخیص امتداد خط دو چشم شما از طریق دوربین جلویی اسکرول صفحه را به صورت هوشمند انجام می‌دهد؛ بنابراین ترکیبی از تشخیص با استفاده از دوربین جلو و حرکت فیزیکی در این زمینه به کار گرفته شده‌است.[۴]
- Smart Pause: یکی از ویژگی‌های قابل تحسین اس۴ اسمارت پاوز می‌باشد. وقتی در حال تماشای ویدئو در این گوشی هستید، وقتی حواس شما به جای دیگر برود یا نگاه شما از صفحهٔ نمایش برداشته شود، این گوشی به صورت خودکار ویدئو متوقف می‌شود و وقتی نگاه شما به گوشی برگردد و حواس شما به صفحه نمایش گوشی باشد ویدئو ادامه میابد.[۴]
- Air View: شاید یادتان باشد سامسونگ در معرفی نوت دوم ویژگی Air View را برای S Note معرفی کرده بود، حال شما می‌توانید دقیقاً قابلیت را بدون اس نوت در انگشتان خود داشته باشید. تصور کنید در حال تماشای ویدئویی هستید و می‌خواهید بدانید در فلان وقت داخل ویدئو چه چیزی پخش می‌شود کافی است انگشت خود را بالای همان جای نوار پخش ویدئو بگیرید تا به صورت کوچک مشاهده کنید (با موس این قابلیت در یوتوب می‌باشد). همچنین برای آلبوم عکس‌ها و شماره‌ها نیز قابلیت Preview را دارا می‌باشد.[۴]
- S Heath: نرم‌افزار مخصوص برنامه‌ریزی دقیق کارهای ورزشی و زندگی سالم.[۴]
- S Translator: این ویژگی نرم‌افزاری می‌باشد ولی یک مترجم آفلاین با صوت یا دستی می‌باشد که بسیار کاربردی است.[۴]
- S Voice Drive: استفادهٔ S Voice به عنوان دستیار صوتی Navigation گوشی در اتوموبیل برای رانندگی و رسیدن راحت‌تر به مقصد.[۴]
- Group Play: این ویژگی به شما اجازه می‌دهد حداکثر با ۸ دستگاه با استفاده از NFC آن‌ها بازی گروهی، اشتراک اسپیکر در یک آهنگ، اشتراک عکس و ویدئو و اشتراک صفحه نمایش انجام دهید.[۴]
- Adapt Display: این قابلیت برای تنظیم رنگ مناسب با استفاده از زمان یا مکان صفحهٔ نمایش گوشی برای خستگی کمتر چشم و جلوگیری از ضعیف شدن و درد گرفتن چشم می‌باشد.[۴]
- Dual Camera: فعالیت همزمان دوربین اصلی به همراه دوربین جلویی گوشی که باعث می‌شود در هنگام باز پخش عکس یا فیلم، هر دو زاویه فیلم‌برداری یا عکس برداری (جلو و عقب) به‌طور همزمان قابل مشاهده باشد.[۴]
- Story Album: ساخت کتاب دربارهٔ خاطره یا چیز دیگر با استفاده از عکس و توضیحات و غیره.[۴]
- Air Gesture: قابلیتی می‌باشد که گوشی از طریق دوربین جلویی و سنسورهای Proximity می‌تواند یک سری حرکات اشاره‌ای بدن را تشخیص دهد برای مثال می‌توان برای عوض کردن عکس دست خود را در هوا تکان دهیم.[۴]

## انتقادها
- بهینه نبودن پردازنده: پس از انتشار نسخه اگزینوس ۵ اکتا، گزارش‌هایی مبنی بر بهینه نبودن چیپ دستگاه توسط کاربران منشتر شد و حتی از آن با عنوان S-lag یاد شده‌است. البته در مدل ۴ هسته ای تمام مشکلات حل شده‌است[۵]
- شبح نمایشگر: طبق گزارش‌هایی که در انجمن XDA مطرح شده‌است، صفحه نمایش دستگاه، در هنگام اسکرول کردن دچار شبح تصویر و تیرگی بنفش رنگ می‌شود.[۶]
- گرمای بیش از حد: به گفته وب‌سایت فون‌آرنا، برخی از کاربران از گرم شدن بیش از حد بدنه گلکسی اس۴ شکایت دارند و این دما حتی از ۵۰ درجه سانتی‌گراد هم فراتر می‌رود که در این حال نگه‌داشتن دستگاه در دست و نزدیک گوش را دشوار می‌کند (مدل ۸ هسته ای).[۷]
- حافظه داخلی اندک: حافظه داخلی قابل استفاده مدل ۱۶ گیگابایت گلکسی اس۴، تنها ۱۰ گیگابایت است و بقیه آن توسط سیستم‌عامل و فضای ۲ گیگابایت مخصوص اپلیکیشن‌ها اشغال شده‌است. به گفته سامسونگ الکترونیکس، دلیل این موضوع، ویژگی‌های نرم‌افزاری و صفحه نمایش با رزولوشن بالا است، سامسونگ وجود درگاه کارت حافظه مایکرو اس‌دی برای ارتقا و افزایش حافظه را در این مدل را به‌عنوان راه‌حل همین موضوع عنوان کرده‌است.[۸]
- بدنه پلاستیکی: به گفته گیزمودو، طراحی گلکسی اس۴ به طراحی گلکسی اس۳ شباهت بسیاری دارد و با وجود جنس بدنه پلاستیکی، ظاهراً برای بازارهای رده پایین ساخته شده‌است.[۹]
- ترک خوردگی در لبه‌های گلکسی اس۴ موقع برخورد با زمین.[۱۰]

نتیجه کلی برای حل مشکل داغ شدن و هنگ مدل ۴ هسته ای بهتر و سریع تر است

## فروش
طی چهار روز پس از عرضه گلکسی اس۴، تعداد ۴ میلیون واحد از آن فروخته‌شد و طی ۲۷ روز ۱۰ میلیون. این، سریع‌ترین فروش گوشی هوشمند در تاریخ سامسونگ و سریع‌ترین فروش گوشی هوشمند اندرویدی است. سامسونگ تا ۳۰ ژوئن ۲۰۱۳، ۲۰ میلیون گلکسی اس۴ ارسال کرد که این میزان ۱٫۷ برابر سریع‌تر از گلکسی اس۳ می‌باشد.